# Meles canescens
Meles canescens — вид борсуків, що донедавна вважався підвидом борсука європейського (Meles meles). Проте морфологічне дослідження морфології черепа й зубів, а також дослідження мітохондріальної та ядерної ДНК показали, що закавказький борсук заслуговує на статус виду. Також таксони M. meles arcalus (Крит), M. meles rhodius (Родос) і M. meles severzovi (долини верхньої Амудар'ї і Пянджа, Ферганська долина та навколишній регіон на Паміро-Алтаї) є синонімами Meles canescens.

## Морфологічна характеристика
Борсук кавказький дуже схожий на борсука європейського, але має трохи легшу конституцію і значно менший. Лицева маска також схожа. Як зазначено у вступі, борсук кавказький різниться від борсука європейського й азійського морфологією черепа й зубів, а також за ДНК. 

## Розповсюдження
Кавказький борсук зустрічається на Кавказі (Вірменія, Грузія та Азербайджан), у передгір'ях Північного Кавказу, у Малій Азії, Ірані, Іраку, Сирії, Лівані, Ізраїлі, на півночі Афганістану, в Туркменістані, Киргизстані, Узбекистані та Таджикистані та на середземноморських островах Крит і Родос. На схід від Каспійського моря пустелі Каракуми і Кизилкуми відокремлюють ареал закавказького борсука від азійського (M. leucurus). Зона контакту двох видів знаходиться на західних горах Тянь-Шаня. Там закавказький борсук схильний жити в горах, а азійський — на рівнинах і у напівпустелях. Зона контакту між ареалами борсуків європейського та закавказького ще чітко не визначена. У деяких районах передгір'я Кавказу вони могли зустрічатися симпатрично і, можливо, гібридизуватися.